# Huangpu
Distrito de Huangpu forma a parte oriental do núcleo urbano tradicional de Xangai e atualmente é o mais central dos 18 distritos da cidade. Huangpu é a sede do governo municipal e inclui as principais atrações da cidade, tais como O Bund e o antiga Templo Cidade de Deus, bem como populares zonas comerciais, tais como Nanjing Road e Huaihai Road. O distrito é uma dos distritos urbanos mais densamente povoados do mundo. De acordo com o censo chinês de 2010, Huangpu tem 678,670 habitantes, ou 33,171 hab por km².